# Aeroportul Licenciado Gustavo Díaz Ordaz
Aeroportul Licenciado Gustavo Díaz Ordaz (IATA: PVR, ICAO: MMPR) este un aeroport din Puerto Vallarta⁠(d), Puerto Vallarta⁠(d), Jalisco, Mexic ce deservește zona Puerto Vallarta⁠(d). Aeroportul a fost tranzitat în 2023 de 6.726.336 de pasageri.
Situat la o altitudine de 7 m, aeroportul dispune de 1 pistă. Este operat de Grupo Aeroportuario del Pacífico⁠(d).

## Infrastructură

### Piste
Aeroportul dispune de o singură pistă. Pista are orientarea 04/22.